# Vara distrikt
Vara distrikt är ett distrikt i Vara kommun och Västra Götalands län. 
Distriktet ligger i och omkring Vara. 

## Tidigare administrativ tillhörighet
Distriktet inrättades 2016 och utgörs av en del av området som Vara köping omfattade till 1971, delen som köpingen omfattade före 1967 och vari Vara socken införlivats 1936.
Området motsvarar den omfattning Vara församling hade vid årsskiftet 1999/2000.